# 维拉普松
维拉普松（法語：Villapourçon，法語發音：[vilapuʁsɔ̃]）是法国涅夫勒省的一个市镇，位于该省东部偏南，属于希农堡（城）区。

## 地理
维拉普松（46°56'57"N, 3°57'35"E）面积50.43 平方千米，位于法国勃艮第-弗朗什-孔泰大區涅夫勒省，该省份为法国中部省份，北至约讷省，西北接卢瓦雷省，西接谢尔省，南至阿列省，东南接索恩-卢瓦尔省，东临科多尔省。
与维拉普松接壤的市镇（或旧市镇、城区）包括：圣莱热德富日雷、普雷波尔谢、希德、法尚、格吕昂格莱讷、拉罗谢米莱、翁莱、圣奥诺雷莱班、塞姆莱。

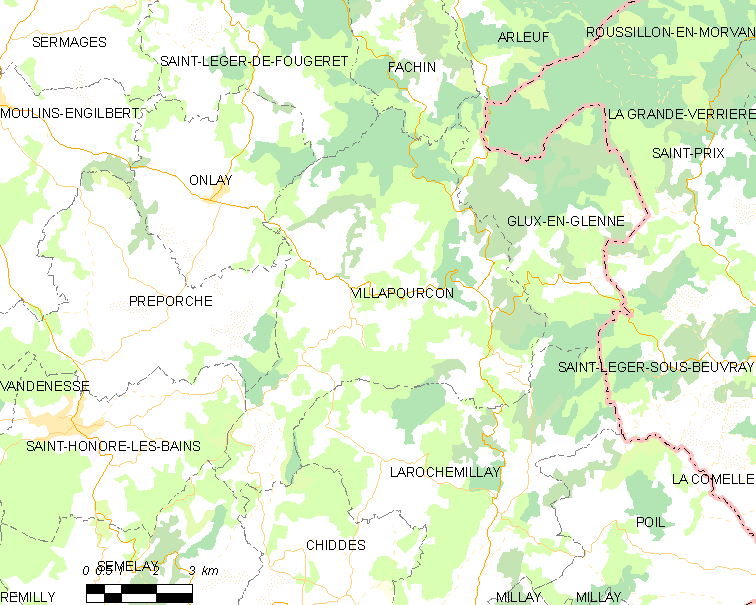
维拉普松的OSM定位图

维拉普松的时区为UTC+01:00、UTC+02:00（夏令时）。

## 行政
维拉普松的邮政编码为58370，INSEE市镇编码为58309。

## 政治
维拉普松所属的省级选区为吕济县。

## 人口

1962-2008年间维拉普松人口变化图示

维拉普松于2022年1月1日时的人口数量为411人。